# Jane B. par Agnès V.
Jane B. par Agnès V. es una película de ensayo francesa, estrenada en 1988, dirigida por Agnès Varda y protagonizada por la actriz franco-inglesa Jane Birkin. La película fue concebida cuando Birkin le admitió a Varda que estaba preocupada por cumplir 40 años y Varda le dijo que era una edad hermosa y el momento perfecto para hacer un retrato de la vida de Birkin. 

## Sinopsis
Retrato de la actriz británica Jane Birkin, bajo forma de collage de entrevistas y de bocetos visuales. Un ejemplo original, de innovación de película biográfica. La película mezcla entrevistas con Birkin sobre su vida pasada y actual con pequeñas viñetas en las que asume papeles que ella o Varda están interesadas en interpretar y representar.
Jane Birkin, que acaba de cumplir 40 años, habla de su vida hasta ahora. Al detallar su vida como una colegiala inglesa, habla sobre cómo se involucró en la actuación y cómo anhela la fama, aunque odia vestirse y actuar con glamour.
La película documenta la concepción de Kung Fu Master.
Charlotte Gainsbourg, la hija de Jane Birkin, admitió más tarde que no le gustaba el rodaje de Jane B. par Agnès V. y Kung Fu Master, ya que Varda y su equipo de filmación permanecieron acampados en su casa durante un año para completar los proyectos.

## Trayectoria
En 2015, tanto Kung Fu Master como Jane B. par Agnès V. fueron adquiridas para su distribución en Estados Unidos por Cinelicious Pics. Las películas disfrutaron de un breve estreno en cines antes de ser emitidas en el servicio de transmisión de películas Fandor. Varda expresó su frustración por el lanzamiento limitado de la película diciendo "Puedo obtener la Palma de Oro, pero no puedo exhibir, así que es una contradicción".

## Ficha técnica
- Título francés: Jane B. por Agnès V.
- Realización: Agnès Varda
- Guion: Agnès Varda
- Dirección artística: Olivier Radot
- Fotografía: Nurit Aviv y Pierre-Laurent Chénieux
- Sonido: Olivier Schwob
- Decorados: Bertrand Lheminier
- Vestuario: Rosalie Varda y Rosa-Marie Melka
- Montaje: Marie-Josée Audiard y Agnès Varda
- Mezcla de Sonido: Paul Bertault
- Música: Harry Manfredini
- País de origen: Francia
- Formato: Color - 35 mm
- Género: biografía, documental, sketches
- Duración: 105 minutos
- Fecha de estreno: 1988

## Reparto
- Jane Birkin: Calamity Jane / Claude Jade / Jeanne d'Arc
- Jean-Pierre Léaud: enamorado
- Philippe Léotard: pintor
- Farid Chopel: el colonial
- Alain Souchon: lector de Verlaine
- Serge Gainsbourg: él mismo
- Laura Betti: Lardy
- Monique Godard: diputado
- Ian Marshall: alguacil
- Les enfants Tooke: los pobres de Dickens
- Charlotte Gainsbourg: la hija de J.
- Mathieu Demy: el hijo de A.
- James Millard: Tarzan
- Pascale Torsat: el modelo de Tiziano
- Henri Piednoir: panadero
- Agnès Varda: ella misma
- André Cagnard y sus especialistas